# Frosta-Rönnebergs kontrakt
Frosta-Rönnebergs kontrakt är ett kontrakt i Lunds stift inom Svenska kyrkan.

## Administrativ historik
Kontraktet bildades 1 januari 2020 genom att i Rönnebergs kontrakt införlivades pastorat och församlingar från Frosta kontrakt samtidigt som namnändring till Frosta-Rönnebergs kontrakt skedde.
1 januari 2022 gick församlingarna Hofterups församling och Västra Karaby och Dagstorps församling samman och bildade Dösjebro församling. Samtidigt uppgick Löberöds församling i Eslövs församling.
Kontraktskoden är 0709.